# Constantin Motaș
Constantin Motaș (n. 8 iulie 1891, Vaslui, Vaslui, România – d. 15 ianuarie 1980, București, România) a fost un zoolog, biolog, ecolog și hidrobiolog român, membru titular al Academiei Române. Împreună cu Stanko Karaman⁠(en)[traduceți] și P.A. Chappuis a pus bazele freatobiologiei.

## Biografie
S-a născut la Vaslui, la 8 iulie 1891. Pǎrinții murind de tineri, a fost crescut de unchiul său Ioan N. Motaș. A urmat școala primară și două clase gimnaziale în orașul natal la Liceul Teoretic „Mihail Kogălniceanu”, apoi și-a continuat studiile la Liceul Național din Iași, trecându-și examenul de bacalaureat în 1911. În același an devine student la Facultatea de Științe din Iași, secția Științe Naturale, unde a fost îndrumat de o pleiadă de remarcabile cadre didactice, printre care s-au numărat: Paul Bujor, Ion Borcea, Ion Simionescu, Mihail D. David, Alexandru Popovici, Petru Bogdan și alții. După trecerea examenului de licență în anul 1915 își începe cariera didactică universitară ca asistent la Laboratorul de Zoologie al Universității ieșene de sub conducerea profesorului Ion Borcea.
A făcut studii de specializare la Institutul de Zoologie al Universității din Basel (Elveția) și la Universitatea din Grenoble (Franța), unde absolvă, în 1926, secțiile de Piscicultură și Hidrobiologie aplicată.
În 1928, își trece doctoratul la Universitatea din Grenoble cu teza Contribution à la connaissance des Hydracariens français et particulièrement du sud-est de la France.

## Activitate didactică și științifică
Reîntors în țară, devine șef de lucrări (1929), docent (1930), conferențiar de zoologie aplicată (1932), profesor agregat de zoologie aplicată și entomologie (1932) și, din 1937, profesor titular la Catedra de Zoologie Descriptivă a Facultății de Științe din Iași.
Concomitent, între anii 1930-1936, a fost conferențiar și apoi profesor de Zoologie Aplicată și Entomologie la Facultatea de Agronomie a Universității din Iași, unde a ținut primul curs de hidrobiologie și piscicultură din țara noastră.
A funcționat la Iași timp de 25 de ani, până în 1940, când s-a transferat la Catedra de Zoologie a Facultății de Științe Naturale a Universității București, unde a lucrat până în 1956 când a fost arestat de regimul comunist.

În perioada 1936-1940 a condus Muzeul de Istorie Naturală din Iași și Stațiunea Zoologică Marină de la Agigea, contribuind din plin la organizarea și dezvoltarea acestor instituții științifice. Despre activitatea profesorului Motaș în Iași, academicianul Traian Săvulescu scria: 
„…Trecerea sa prin laboratoarele de zoologie ale Facultății de Agronomie  și ale Facultății de Științe din Iași, precum și la conducerea Stațiunii Zoologice Agigea, a lăsat urme adânci și cu totul binefăcătoare pentru aceste instituții.”
Timp de mai mulți ani a condus Analele Științifice ale Universității din Iași și Revista Științifică „Vasile Adamachi”, în paginile cărora a fost mereu prezent cu articole și studii de specialitate. A fost primul președinte al Comisei Monumentelor Naturii din Moldova (Iași, 1938), în care calitate a luptat pentru realizarea unor rezervații naturale în Moldova și la Agigea.
Aria preocupărilor sale științifice a cuprins un câmp larg de cercetare în numeroase domenii ale biologiei, zoologiei generale și aplicată, entomologie, acarologie, limnologie, hidrobiologie, freatobiologie, ecologie, biogeografie, biologie generală, istoria biologiei, muzeologie, ocrotirea naturii, pedagogie universitară și socială etc. Rod al activității sale științifice sunt cele peste 250 de lucrări, note, memorii, recenzii, publicate în periodice din țară și străinătate.
Academicianul Motaș a contribuit la dezvoltarea hidrobiologiei și limnologiei românești și a întemeiat o nouă știință: freatobiologia. A fost preocupat de problema apelor interioare și, mai ales a celor montane și a militat pentru punerea în valoare a apelor de munte pe baza limnologiei moderne și a cunoașterii factorilor biotici și abiotici favorizanți pentru repopularea lor.
În perioada cât a funcționat la București, profesorul Motaș a condus Stațiunea Zoologică Sinaia (din 1940), Muzeul de Istorie Naturală „Gr. Antipa” (din 1945), Universitatea București (prorector 1944-1945) și Institutul de Speologie „Emil Racoviță” (din 1956). A fost membru al colegiului redacțional al revistei internaționale Acarologia (Paris) și International Journal of Speleology.
În 1949 a fost arestat de regimul comunist dintr-un motiv politic: fiind în bune relații cu Titel Petrescu (lider al P.S.D.R), „incomodul” profesor universitar trebuia redus la tăcere. Lipsea doar pretextul. Și a venit și ziua când a fost găsit. În pauza unui curs, un asistent i-a solicitat să dea „un leu pentru Coreea”, aflată pe atunci în războiul nord contra sud. Profesorul l-a întrebat ironic: „Și de ce aș da?” „Pentru că așa a zis tovarășul Stalin” a replicat asistentul. „Cine, boul Apis?” i-a scăpat magistrului. A fost de ajuns ca peste noapte să fie ridicat. Șapte ani a îndurat închisorile comuniste, începând cu infernalul Aiud. Șapte ani în care și-a menținut condiția de intelectual și moralul predând colegilor de celulă lecții orale de biologie și recitindu-le din Eminescu, Baudelaire și alți poeți. A fost eliberat în urma presiunilor externe exercitate de zoologii și specialiștii în hidracarieni din Europa în frunte cu Karl O. Viets.
Pentru valoroasa sa contribuție științifică, profesorul Constantin Motaș a fost ales Membru al Academiei Române (1946), membru al Uniunii Internaționale de Limnologie Teoretică și Aplicată (1928), membru al Societății de Zoologie din Franța (1966), Membru al Muzeului de Istorie Naturală din Franța (1972), membru al secțiunii de pescuit a Organizației pentru Alimentație și Agricultură - FAO.
Academicianul Constantin Motaș a încetat din viață la 15 ianuarie 1980, în București, fiind înmormântat la cimitirul Bellu, în secțiunea rezervată membrilor Academiei Române.

## Funcții ocupate
- Membru al Academiei Române
- Membru al Academiei de Științe din România [2].
- Membru al Societății de Zoologie din Franța
- Prorector al Universității București
- Director al Muzeului de Istorie Naturală din Iași
- Director al Stațiunii Zoologice de la Agigea
- Director al Stațiunii Zoologice Sinaia
- Director al Muzeului de Istorie Naturală „Gr. Antipa” București
- Director al Institutului de Speologie „Emil Racoviță” București
- Președinte al Comisiei Monumentelor Naturii din Moldova
- Redactor Șef al Analelor Universității „Al.I. Cuza” Iași
- Redactor Șef al Revistei „Vasile Adamachi”
- Întemeietorul unei noi științe – freatobiologia

## Distincții
- titlul de Om de Știință Emerit al Republicii Populare Romîne (18 august 1964) „pentru merite deosebite în activitatea științifică”[3]

## In memoriam
O fotografia a Academicianul Motaș se află la Muzeul de Istorie Naturală Iași în „Sala Unirii” și alta în Aula Facultății de Biologie a Universității „Al.I. Cuza” Iași.